# Paul Humphrey
Paul Nelson Humphrey (12 de octubre de 1935, Detroit, Míchigan) es un batería de jazz y funk/R&B.

## Biografía
Trabajó como músico de sesión durante la década de los 60 con artistas como Wes Montgomery, Les McCann, Kai Winding, Jimmy Smith, Charles Mingus, Lee Konitz, Blue Mitchell y Gene Ammons.
Como líder de su propia banda grabó varios álbumes bajo el nombre de Paul Humphrey and the Cool Aid Chemists, con músicos como Clarence MacDonald, el guitarrista David T. Walker y el contrabajista Bill Upchurch como principales integrantes del grupo. En 1971, la banda obtuvo dos éxitos con los sencillos, "Cool Aid", número 29 en las listas estadounidenses y "Funky L.A.", número 45. También grabó un álbum como líder del sexteto Paul Humphrey Sextet en 1981.
Humphrey fue uno de los baterías del álbum de Marvin Gaye, Let's Get It On.
También grabó con artistas como Steely Dan, Frank Zappa, Jerry Garcia, Jimmy Smith, The Four Tops, Al Kooper, Jackie DeShannon, Natalie Cole, Albert King, Quincy Jones, Dusty Springfield, Jean-Luc Ponty, Michael Franks, Maria Muldaur o Marc Bolan entre otros.
Humphrey también destacó como batería en la orquesta de Lawrence Welk y su programa de televisión entre 1976 y 1982. El y su esposa Joan son padres de dos hijos, Pier and Damien, que aparecieron en un programa especial de Navidad del Show de Lawrence Welk.

## Discografía

### Como líder
- Paul Humphrey and the Cool Aid Chemists (Lizard Records, 1969) US #170, US R&B Albums #31[7]
- Detroit b/w Cool Aid (Lizard Records, 1969) 45 rpm, 2:31[8]
- Supermellow (Blue Thumb, 1973)
- America, Wake Up (Blue Thumb Records, 1973)
- Paul Humphrey Sextet (Discovery Records, 1981)

### Como colaborador
Con Monty Alexander
- Alexander the Great (Pacific Jazz, 1964)

Con Mel Brown
- Chicken Fat (Impulse!, 1967)
- The Wizard (Impulse!, 1968)

Con Kenny Burrell
- 'Round Midnight (Fantasy, 1972)

Con Jerry Garcia
- Pure Jerry: Keystone Berkeley, September 1, 1974 (Jerry Made, 2004)

Con Richard "Groove" Holmes
- Welcome Home (World Pacific, 1968)

Con Stan Kenton
- Hair (Capitol, 1969)

Con Charles Kynard
- Reelin' with the Feelin' (Prestige, 1969)
- Woga (Mainstream, 1972)
- Your Mama Don't Dance (Mainstream, 1973)

Con Les McCann
- The Gospel Truth (Pacific Jazz, 1963)
- Soul Hits (Pacific Jazz, 1963)
- Spanish Onions (Pacific Jazz, 1964)
- McCanna (Pacific Jazz, 1964)
- A Bag of Gold (Pacific Jazz, 1963-64 [1966])
- McCann/Wilson (Pacific Jazz, 1964) with the Gerald Wilson Orchestra
- But Not Really (Limelight, 1965)
- Beaux J. Pooboo (Limelight, 1965)
- Live at Shelly's Manne-Hole (Limelight, 1966)
- Live at Bohemian Caverns - Washington, DC (Limelight, 1967)
- Another Beginning (Atlantic, 1974)

Con Gerald Wilson
- Eternal Equinox (Pacific Jazz, 1969)
- Lomelin (Discovery, 1981)
- Calafia (Trend, 1985)